# 森特加尔
森特加尔，是匈牙利维斯普雷姆州所辖的一个村，总面积95.01平方公里，总人口2708，人口密度28.5人/平方公里（2010年1月1日）。